# Maria Solheim (håndboldspiller)
Maria Solheim (født 2. maj 1979) er en tidligere norsk håndboldnålmand. Hun har tidligere spillet for Gjerpen Håndball.
Hun har spillet tolv kampe for det norske juniorslandshold og seks kampe for det norske ungdomslandshold. Hun har spillet i Cup Winners' Cup 2005-06 og 2006-07